# Gmina Millville

Położenie Gminy Millville w hrabstwie Clayton

Gmina Millville (ang. Millville Township) – gmina w USA, w stanie Iowa, w hrabstwie Clayton. Według danych z 2000 roku gmina miała 471 mieszkańców, a jej powierzchnia wynosi 91,32 km².